# Котовское (Молдова)
Котовское (рум. Cotovscoe, гаг. Kırlannar) — село в территориальном административном образовании Гагаузия, Республика Молдова.

## География
Расположено в Буджакской степи и до 1994 г. входило в состав Комратского района.

## История
Основано в 1924 году переселенцами из села Конгаз. Современное название село получило в 1950 году.

## Демография

### Этнический состав
Этнический состав населённого пункта по данным переписи населения 2004 г. :
| Этническая группа | Население | % Процент |
| ----------------- | --------- | --------- |
| гагаузы           | 944       | 95,45     |
| молдаване         | 22        | 2,22      |
| болгары           | 11        | 1,11      |
| украинцы          | 7         | 0,71      |
| русские           | 4         | 0,40      |
| Другие            | 1         | 0,10      |
| Общий             | 989       |           |